# Museo Infantil de Miami

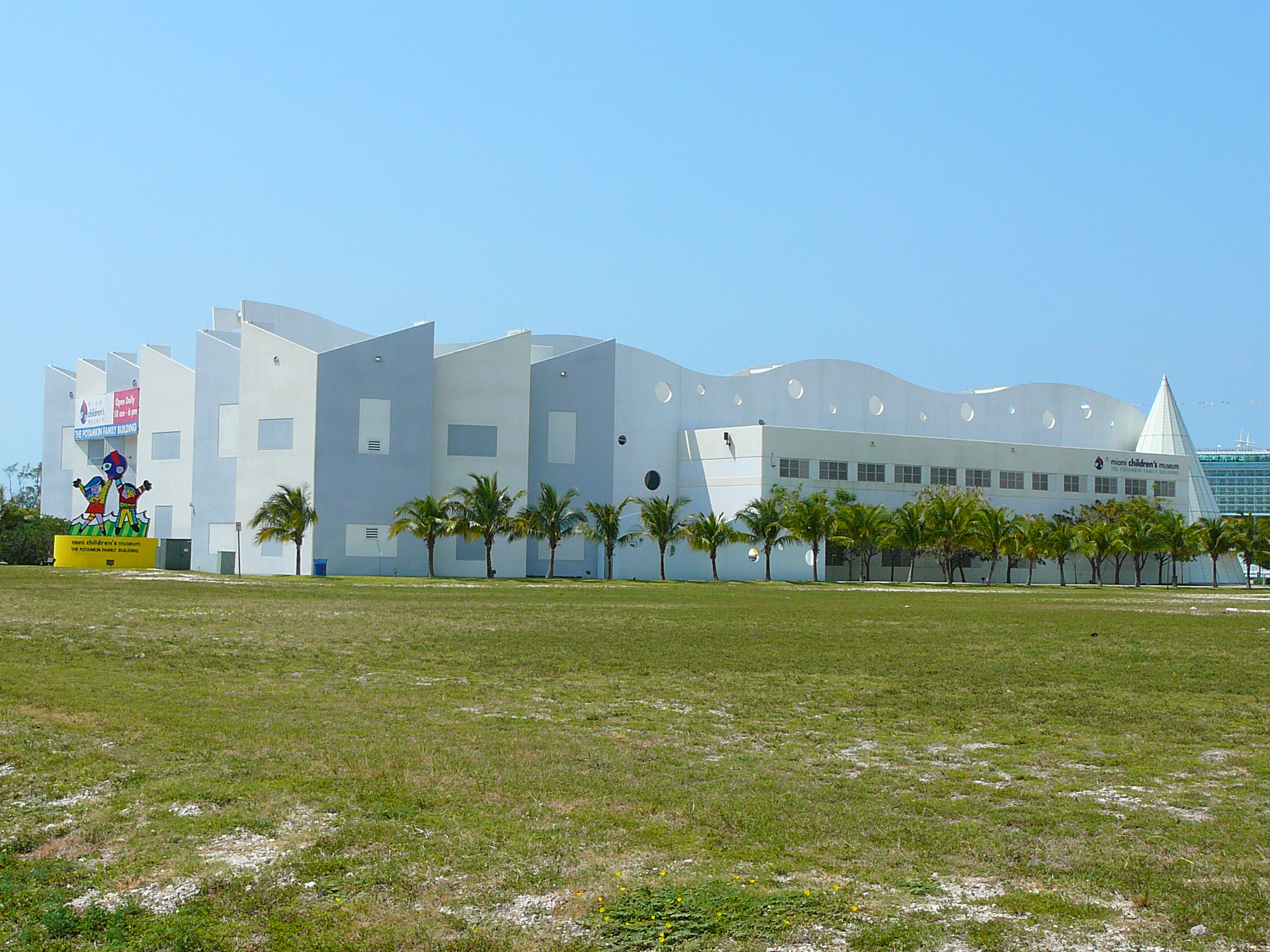

El Museo Infantil de Miami (Miami Children's Museum, MCM), fundado en 1983, está situado en la isla Watson entre Miami y Miami Beach frente al puerto de la ciudad sobre la Bahía Biscayne.
Abrió su nuevo edificio el 7 de septiembre de 2003.  donde se anima a todos los visitantes de todas las edades que jueguen juntos, aprendan,  imaginen y creen. 
La facilidad de 56.500 pies-cuadrados incluye tienda de regalos, doce galerías, salas de clase, centros de recursos para padres y profesores, auditorio con 200 asientos, y restaurante.